# Mordellistena arizonensis
Mordellistena arizonensis là một loài bọ cánh cứng trong họ Mordellidae. Loài này được Ray miêu tả khoa học năm 1947.